# Busso
Busso är en ort och kommun i provinsen Campobasso i regionen Molise i Italien. Kommunen hade 1 196 invånare (2018).